# هفته مد

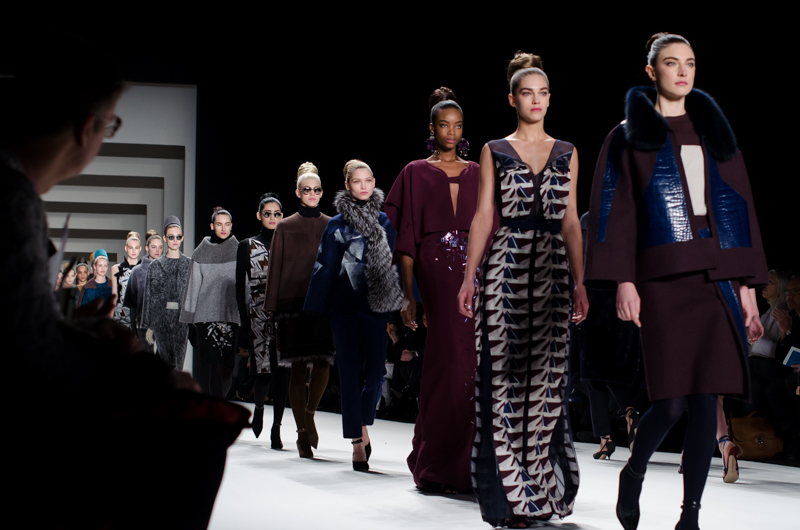
نمایش کَت‌واک در طی رویداد هفته مد

هفته مد یا فَشن ویک (انگلیسی: Fashion week) رویدادی در صنعت مد و فشن است که تقریباً یک هفته طول می‌کشد و در طول این هفته طراحان مد، برندها یا مزون‌ها آخرین کلکسیون‌های خود را در قالب دفیله‌هایی برای خریداران و رسانه‌ها به نمایش می‌گذارند. مهمتر از همه اینکه این رویدادها باعث می‌شوند که اصحاب این صنعت بدانند چیزهایی که در آن فصل مد شده‌اند و چیزهایی که از مد افتاده‌اند، کدامند.
مهمترین و برجسته‌ترین هفته‌های مد دنیا در ۴ پایتخت مد دنیا که به «چهار بزرگ» معروف هستند برگزار می‌شوند و بیشتر رسانه‌ها این رویدادها را در این شهرها پوشش می‌دهند. چهار پایتخت مد دنیا عبارتند از: نیویورک، لندن، میلان و پاریس.   

## ویژگی‌ها
هفته مد دو بار در سال در چهار پایتخت مد جهان یعنی به ترتیب نیویورک، لندن، میلان و پاریس برگزار می‌شود. هفته‌های مد همیشه چند ماه قبل از شروع فصل برگزار می‌شوند تا به خریداران و رسانه‌ها امکان پیش نمایش طراحی‌های صورت گرفته برای فصل بعد داده شود. در ماه فوریه و مارس، طراحان و دیزاینرها کلکسیون‌های پائیز و زمستان خود را به نمایش می‌گذارند. هفته مد فصل بهار و تابستان در ماه سپتامبر و اکتبر برگزار می‌شود. این زمان نیز به فروشندگان اجازه می‌دهد تا خریدها یا جذب طراحان به بازارهای فروش خود را زمان‌بندی کنند. آخرین ابتکارها و خلاقیت‌های طراحی لباس توسط طراحان مشهور در هفته مد به نمایش گذاشته می‌شوند و آخرین کلکسیون‌های آنان توسط مجلاتی مانند مجله ووگ پوشش داده می‌شوند.   
برخی از هفته‌های مد مشهور:
- هفته مد نیویورک
- هفته مد لندن
- هفته مد میلان
- هفته مد پاریس